# Slangen melken

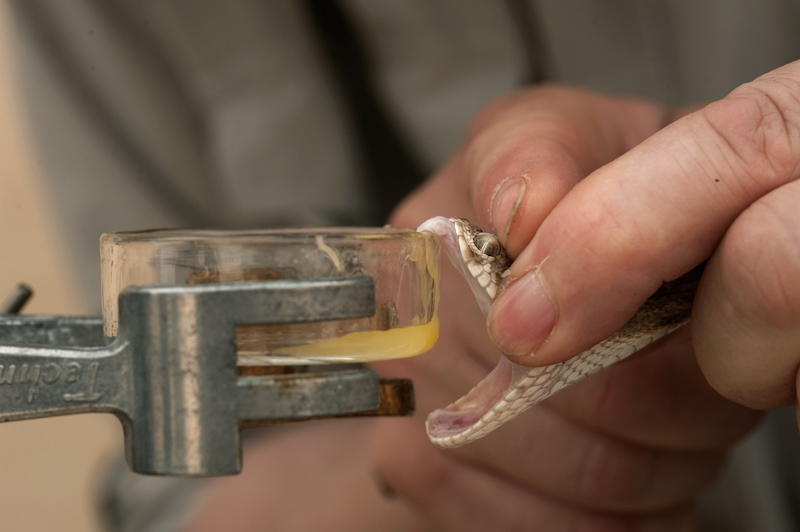
Het melken van een slang

Slangen melken of slangenmelken is het gecontroleerd aan een gifslang onttrekken van zijn vergif, dat gebruikt kan worden voor onderzoek, of voor de productie van tegengif en andere medicijnen. Het verkregen gif, vaak afkomstig van verschillende exemplaren, wordt gevriesdroogd en naar medische of farmaceutische bedrijven en instellingen gestuurd.
Daarnaast worden soms individuele slangen in het wild gemolken, teneinde wetenschappelijk onderzoek te kunnen doen naar de samenstelling van het vergif.

## Het melken
Voor een slangenmelker is het vooral zaak de slang zodanig beet te pakken dat deze niet vrij is te bewegen of te bijten. Een slang wordt bij de nek en kop gepakt en hem wordt dan een met folie overdekte beker voorgehouden. Vaak zorgt een bijtreflex ervoor dat de slang zijn giftanden in de folie drukt, waarna deze het gif afgeven. Sommige exemplaren moeten hierbij een beetje geholpen worden door de giftanden in de folie te prikken. Bij kleinere slangen kunnen duim en wijsvinger van de pakkende hand gebruikt worden om de kaken uiteen te duwen en/of de gifklieren te masseren met als doel de afgifte van meer vergif. In geval van grotere slangen is daarvoor een tweede hand nodig, hoewel de klieren ook wel met elektrostimulatie worden geprikkeld.
Het melken van een gifslang is niet zonder gevaar. Een moment van onoplettendheid of een inschattingsfout kan voor de melker ernstige gevolgen hebben, tot en met de dood aan toe. Tegenwoordig zal een slangenmelker tegengif voor één of meerdere soorten bij de hand houden. In tijden dat die tegengiffen nog niet (algemeen) voorhanden waren, hebben vele slangenmelkers hun leven geriskeerd voor de wetenschap.

## Opbrengst
De meeste slangen geven per beet op zijn hoogst enkele tienden van grammen aan vergif af en veel soorten van de uiterst giftige koraalslangen zelfs beduidend minder. Sommige soorten geven iets grotere hoeveelheden af, al gaat dat zelden om meer dan een paar gram.
Slangen geven bij het bijten doorgaans niet al hun gif in één keer af. Voor de slangenmelker is het daarom zaak het bijten te herhalen, of de afgifte van het vergif op andere manieren te stimuleren. De giftigheid van slangengif verschilt sterk van soort tot soort, en deze toxiciteit wordt traditioneel met de maataanduiding LD50 aangegeven. Voor slangengif worden bedragen betaald van honderden of zelfs duizenden dollars per gram.

## Tegengif
Wereldwijd overlijden per jaar tienduizenden mensen aan slangenbeten. Een studie uit 2008 in het wetenschappelijk tijdschrift PLOS Medicine schatte hun aantal op 20.000 tot 94.000 per jaar. Anderen noemen aantallen van 100.000, 125.000 of zelfs 150.000. Toch worden ook veel mensenlevens gered met de antistoffen die met behulp van slangengif worden geproduceerd.
Voor de productie van tegengif worden dieren met heel kleine hoeveelheden gif geïnjecteerd. Het gaat daarbij meest om paarden, maar bijvoorbeeld schapen, geiten, honden en konijnen werden of worden ook wel gebruikt. De injecties worden meerdere keren herhaald, waarna de dieren antistoffen gaan aanmaken. Na verloop van tijd worden de antistoffen uit hun bloed gehaald en daarmee wordt het tegengif, of immunoglobuline, vervaardigd. Middels dit procedé kan tegengif vervaardigd worden voor één specifieke slang, maar er wordt ook wel gewerkt met tegengiffen die actief zijn bij verschillende slangen, binnen eenzelfde familie of zelfs daarbuiten.
Het tegengif stopt de werking van het gif, maar reeds aangerichte schade wordt ermee niet ongedaan gemaakt. Het aantal personen met zo'n restletsel, ook wel sequel genoemd, is vermoedelijk veel groter dan het aantal sterfgevallen.

## Medicijnen
Behalve voor de productie van tegengif worden verschillende stoffen in het slangengif gebruikt bij een verscheidenheid aan medisch onderzoek. In slangengiffen zitten meer dan 25 miljoen biochemische verbindingen, waarvan er zo'n 25.000 beschreven zijn. Sinds eind jaren zestig bestaat er een medicijn tegen trombose dat werd ontwikkeld op basis van het gif van een groefkopadder. Niet lang daarna werd met het gif van een verwante slang een middel tegen hoge bloeddruk ontwikkeld. Het gif van de koperkop speelt een rol bij onderzoek naar de bestrijding van borstkanker en enzymen uit het gif van de cobra worden gebruikt bij onderzoek naar medicijnen tegen alzheimer en de ziekte van Parkinson.

## Bekende slangenmelkers
In de Verenigde Staten werkte Bill Haast (1910-2011) bijna vier decennia als slangenmelker bij het Miami Serpentarium. Daar molk hij voor een betalend publiek dagelijks tot 100 slangen. Haast werd zelf 173 keer door een gifslang gebeten, waarvan twintig keer met een dosis die dodelijk had kunnen zijn. In Australië was Eric Worrell jarenlang actief als slangenspecialist en -melker. Vanuit zijn Australian Reptile Park leverde hij grote hoeveelheden slangengiffen aan het belangrijkste laboratorium van dat land op het gebied van tegengiffen. In Nederland werkt onder anderen de bioloog Freek Vonk veel met gifslangen en hun vergif.

## Alternatieven
Omdat slangen melken een intensief en soms gevaarlijk proces is, is het van belang om andere methodes te ontwikkelen die slangengif kunnen produceren. In een artikel uit 2021 wordt omschreven hoe Nederlandse onderzoekers erin geslaagd zijn gifklieren na te bootsen in het laboratorium. De namaak gifklieren zijn gemaakt op basis van gifklier stamcellen en kunnen daardoor gif produceren zonder dat daar verder een slang bij aan te pas komt.